# الكسندر باكلي
الكسندر باكلي (بالإنجليزية: Alexander Buckley)‏ هو عسكري أسترالي، ولد في 22 يوليو 1891 في Gulargambone ‏ في أستراليا، وتوفي في 1 سبتمبر 1918 في بيرون (سوم) في فرنسا.